# زیگ‌زاگ (فیلم ۲۰۰۲)
زیگ‌زاگ (به انگلیسی: Zig Zag) یک فیلم درام و کمدی آمریکایی محصول سال ۲۰۰۲ به کارگردانی دیوید اس. گویر و بر اساس رمان زیگ‌زاگ در سال ۱۹۹۹ به نویسندگی لندن جی. ناپلئون می‌باشد.

## داستان
زیگ زاگ نوجوان ۱۵ ساله‌ای که مبتلا به اوتیسم است در رستورانی مشغول به کار است. پدرش اور ا مجبور می‌کند تا آخر هفته ۲۰۰ دلار پول برایش جور کند. او خیلی اتفاقی رمز گاو صندوق صاحب رستوران را می‌فهمد و تصمیم به دزدی می‌گیرد.

## بازیگران
- جان لگویزمائو … دین سینگر
- وسلی اسنایپس … دیوید «دیو» فلچر
- اولیور پلات … آقای. والترز
- ناتاشا لیون
- لوک گاس … کادیلاک تام
- سم جونز سوم … لوئیس «زیگ زاگ» فلچر

## تولید
این فیلم در لس آنجلس کالیفرنیا ساخته شده‌است.